# 北門交流道
北門交流道是台61線、台84線與台17線立體交叉的交流道，位於臺灣臺南市北門區。台61線指標為283k；台84線指標為0k。於2014年9月27日通車，透過台84線往東可銜接國道一號和國道三號。
北門交流道因立體化改建為喇叭型交流道，自2014年9月通車以來發生四起大型車在匝道失控翻車事故，一起大型車翻車在台84線接台61線的北向匝道，其它三起大型車事故在南向匝道。公路總局五區工程處新營工務段段長高西文表示，分析四起事故肇事原因，不是大型車超速過彎，就是司機行經匝道時撿拾車內物品時造成失控翻車。現況在北門交流道匝道彎道處已設置六處紅色警示標線、轉彎輔助指標牌、反光導標及護欄上反光條，提醒用路人行駛匝道要減速慢行，並遵守40公里每小時的匝道速限。
|  | 283 北門 |      | 玉井      |
|  | 283 北門 | 北門 |           |
|  | 0 北門   |      | 將軍 布袋 |
|  | 0 北門   | 北門 |           |

## 與台西交流道的差異點
北門交流道與台西交流道同樣都是東西向快速公路和台61線、台17線立體交叉，兩者差異如下：
- 台84線主線起點為台61線高架以東0k到台17線為0.5公里，從台61線先分出4匝道，南北向二匝道直下平面聯絡道路銜接台17線，另二匝道採高架跨越台17線無縫銜接台84主線高架橋，平面聯絡道路（台84線0.5k）與台17線平面交叉後亦可往東銜接台84主線高架橋。
- 台78線主線起點為台61線高架以西約0.1k到台17線為1公里，因此從台61線分出匝道銜接台78主線後再分出匝道下台17線。
- 台84線與台61線以高架對平面道路立體交叉，快速公路未設有側車道，但台17線以東之台84線主線設有側車道直通下營系統交流道。
- 台78線與台61線以高架對高架立體交叉，2條快速公路皆設有側車道，可以穿越台78線與台61線主線高架橋底下並互相聯絡。

## 外部連結
- 台61線、台84線北門交流道示意圖 （页面存档备份，存于）（交通部公路總局）